# 선생님 우리 선생님
《선생님 우리 선생님》은 1988년 1월 11일부터 1988년 2월 2일까지 방영된 문화방송 월화 미니시리즈이다.
이 드라마는 1987년 12월 28일에 첫 방송되어야 하나 연말연시 특집방송으로 2주 후인 1988년 1월 11일에 첫 방송되었다. 참고로, 12월 28일, 29일에는 송년 특선 미니시리즈 《애증의 세월 - 신즈》가, 1988년 1월 4일, 5일에는 신년 특선 미니시리즈 《대제의 밀사》가 각각 방송되었다.

## 등장 인물
- 이영후
- 김도연
- 이정길
- 김주영
- 임현식
- 홍성민
- 전운
- 국정환
- 김영옥
- 이계인
- 강인덕
- 송경철
- 김정하

| 문화방송 월화 미니시리즈                   | 문화방송 월화 미니시리즈                              | 문화방송 월화 미니시리즈                         |
| 이전 작품                                  | 작품명                                                | 다음 작품                                        |
| ------------------------------------------ | ----------------------------------------------------- | ------------------------------------------------ |
| 딸아 (1987년 12월 14일 ~ 1987년 12월 22일) | 선생님 우리 선생님 (1988년 1월 11일 ~ 1988년 2월 2일) | 원미동 사람들 (1988년 2월 8일 ~ 1988년 2월 29일) |